# Non smettere di sognare
Non smettere di sognare è un film per la televisione del 2009 scritto da Luca Biglione e Herbert Simone Paragnani e diretto da Roberto Burchielli, con Alessandra Mastronardi e Roberto Farnesi.

## Trama
Stella (Alessandra Mastronardi) vede la sua vita cambiare quando da bambina a 8 anni, dopo aver superato l'esame di ammissione alla Scuola Internazionale di danza di Milano, sua madre muore. Sarà costretta a lavorare, dieci anni dopo, nel porto di Genova come operaia adibita alla pulitura del pesce di giorno e come cubista di notte. È proprio nella discoteca dove lei lavora che incontra Lorenzo Molinari (Roberto Farnesi), con il quale vivrà poi una storia d'amore. Nonostante la sua vita sia stata sconvolta dalla morte della mamma, continua ad allenarsi e a credere nel suo sogno di diventare ballerina. Il suo padre adottivo, Luigi, è un alcolista disoccupato che vive sulle spalle di Stella e della sorella Anna. Stanca della sua situazione familiare, decide di raggiungere Anna a Milano, anche perché è stata convocata per un'audizione all'Accademia di danza, dove però verrà rifiutata, anche se la sua è un'esibizione favolosa. Così va a vivere con la sorella Anna, in una casa che condivide con Lisa, ex modella, Marco, giornalista, e Massimo, futuro comico innamorato segretamente di Anna. Benché il provino non sia andato come Stella sperasse, riuscirà a rifarsi vincendo il reality show Non smettere di sognare, nome ideato da Lorenzo mentre cenava con Stella, che gli confessa che sua madre, prima di morire, le aveva detto che "qualunque cosa succeda non bisogna mai smettere di sognare, perché è proprio quando smetti di sognare che inizi a morire". Dopo la penultima puntata del reality Stella si ritrova con la rivale Alessia in finale, ma Massimo le telefona dicendole di andare in ospedale perché Anna ha avuto un incidente poiché si era ubriacata, dopo aver scoperto che il fidanzato Marco la tradiva. In ospedale giunge anche Luigi, il patrigno delle due ragazze, che si scusa con Stella per i brutti anni che ha fatto passare alle due figlie e rivela di essere riuscito a smettere di bere e di aver trovato lavoro. Infine la incoraggia a vincere la trasmissione.
E, come ogni fiaba a lieto fine che si rispetti, Anna si risveglia dal coma e Massimo le confessa i suoi sentimenti mentre Stella vince il reality, battendo la perfida Alessia, e vive per sempre felice e contenta con Lorenzo.

## Produzione
È andato in onda il 3 giugno 2009 su Canale 5. Si tratta della prima produzione Mediaset realizzata in alta definizione e le cui scene sono state in gran parte girate entro i locali e gli studi (in particolare nello studio 9) dei principali stabilimenti televisivi Mediaset, a Cologno Monzese (MI).
Il titolo della prima serie prende il nome di "Al di là dei sogni" e si basa sullo show Non smettere di sognare.

## Sequel
Nel 2011 va in onda su Canale 5 una serie televisiva omonima, stavolta col titolo del programma preso in oggetto dal film, appunto Non smettere di sognare, basata su questo film, con Roberto Farnesi, Giuliana De Sio e Katy Saunders al posto di Alessandra Mastronardi.

## Ascolti
Il film è stato seguito da 6.744.000 telespettatori con il 30,71% di share.

## Cameo
Nel film compare in un cameo l'attore Massimo Boldi che interpreta se stesso.
Fa comparsa in discoteca anche Marco Mariella e il cantante italiano hip-hop soul Tormento.